# Andrea Lindberg
Andrea Lindberg född 1 oktober 1874 i Tanums församling, Bohuslän, död 11 oktober 1954 i Stockholm, var en svensk teckningslärare och tecknare.
Hon var dotter till kaptenen Johan Olof Örtenblad och Gustava Katarina Wittrock och från 1899 gift med arkitekten Oskar Lindberg. Hon studerade till teckningslärare vid Tekniska skolan i Stockholm. Efter studierna arbetade hon på olika skolor i Stockholm innan hon fick en fast tjänst vid Adolf Fredriks folkskola och Anna Sandströms högre lärarinneseminarium. Samtidigt gav hon privatundervisning i teckning för blivande lärarinnor och anordnade utställningar med elevarbeten i Sverige och Dresden. Hon utgav några uppsatser i teckningspedagogiska ämnen. Vid sidan av sitt arbete illustrerade hon botaniska vetenskapliga verk för Riksmuseet i Stockholm.